# Villa Ker Louisic
La maison dite villa Ker Louisic est l’une des quinze villas balnéaires répertoriées patrimoine exceptionnel de la commune de La Baule-Escoublac, dans le département français de la Loire-Atlantique. Construite en 1906 par Georges Lafont et André Chauvet, il s’agit d’une villa de style dissymétrique gothique et médiévale située dans le lotissement Pavie.

## Localisation
La villa est située aux 8 et 10, avenue François-de-Malherbe, bordée au sud par l’avenue Pasteur et la place du même nom, dans le lotissement Pavie et installée en retrait de la rue, au milieu de sa parcelle.

## Patrimoine de La Baule-Escoublac
La zone de protection du patrimoine architectural, urbain et paysager (ZPPAUP) de La Baule-Escoublac rassemble 6 871 bâtiments, parmi lesquels 15 villas sont distinguées en patrimoine exceptionnel ; 699 autres sont recensées en patrimoine remarquable à conserver et 1 741 en patrimoine d’accompagnement essentiel.

## Historique
La maison a été construite sur les plans dessinés par Georges Lafont et André Chauvet en 1906 pour le professeur Thiroloix, ami de Lucien Guitry, qui s'installe à La Baule-Escoublac pour exercer à l’institut Verneuil.
Le style de la construction est similaire à celui de la villa Pax, construite par les deux mêmes architectes deux ans plus tard.
L'actrice Dany Robin y réside en 1953 durant le tournage du film Les Révoltés de Lomanach.

## Architecture
La villa s’élève sur deux étages construits sur un rez-de-chaussée et un sous-sol.
Elle se caractérise par un caractère médiéval, cher à Georges Lafont, avec une tour d’angle et des pans de bois sous les toitures au large débord.
En revanche, l'avant-corps est d’inspiration anglo-normande, avec une toiture en croupe et des colombages.
La toiture est couverte d’ardoises et les murs sont de moellons de granite avec les baies en appareillage mixte pierre et brique.
La signature des architectes est située au-dessus du contrefort en moellon de granite qui renforce la tour.